# شهرك أفشارية
شهرك أفشارية هي قرية في مقاطعة ساوجبلاغ، إيران. يقدر عدد سكانها بـ 364 نسمة بحسب إحصاء 2016.